# 34496 Viswanath
34496 Viswanath è un asteroide della fascia principale. Scoperto nel 2000, presenta un'orbita caratterizzata da un semiasse maggiore pari a 2,8596865 au e da un'eccentricità di 0,0310135, inclinata di 1,77432° rispetto all'eclittica.